# Ngagpa
Ngagpa (tyb. སྔགས་པ, transliteracja Wyliego: sngags-pa, od tybetańskiego słowa sngags oznaczającego mantrę) – w tybetańskim buddyzmie oraz tradycji bön instytucja ascety pozostającego poza obrębem dyscypliny monastycznej, praktykującego rytuały tantryczne i szamanistyczne w ramach linii przekazu niezależnych od głównych szkół. Przypuszczalnie buddyzm tybetański przejął wiele elementów indyjskiego tantryzmu, zwłaszcza nurtu mahasiddha. Ngagpa (oraz ich żeński odpowiednik ngagma) często pozostają w związku małżeńskim i dokonują różnego rodzaju obrzędów na rzecz lokalnej społeczności, mających na celu czysto praktyczne funkcje, jak zapewnienie dobrobytu wsi, dobrych plonów, deszczu itp. W folklorze i ludowych legendach postrzegani są jako czarownicy, posługujący się niekiedy czarną magią (drag-sngags „groźne mantry”).